# Jalkapallon suomenmestaruuskilpailut 1920
Dvanáctý ročník Jalkapallon suomenmestaruuskilpailut (Finského fotbalového mistrovství) se konal za účastí čtyř klubů.
Vítězem turnaje se stal podruhé ve své klubové historii Åbo IFK, který porazil ve finále HPS 2:1.